# U 13 (тип підводних човнів Німеччини)
| SM U-13                    | | |
|                            | | |
| Човен U-15                 | | |
| Під прапором               | Німецька імперія | Німецька імперія |
| Спуск на воду              | 1910—1911 (3 човни) | 1910—1911 (3 човни) |
| Виведений зі складу флоту  | 1915 | 1915 |
| Сучасний статус            | 3 потоплені | 3 потоплені |
| Проєкт                     | | |
| Тип ПЧ                     | Дизельний ПЧ | Дизельний ПЧ |
| Розробник проєкту          | Kaiserliche Werft Danzig, Данціґ                                                                                                   | Kaiserliche Werft Danzig, Данціґ                                                                                                   |
| Вартість                   | 2101000 марок | 2101000 марок |
| Основні характеристики     | | |
| Швидкість (надводна)       | 14,8 вузлів (27,4 км/год) | 14,8 вузлів (27,4 км/год) |
| Швидкість (підводна)       | 10,7 вузлів (19,8 км/год) | 10,7 вузлів (19,8 км/год) |
| Робоча глибина занурення   | 30 | 30 |
| Гранична глибина занурення | 50 м | 50 м |
| Автономність плавання      | 20 діб, 3250 морських миль (6020 км) при швидкості 17 км/год, в підводному положенні — 55 м.миль (102 км) при швидкості 8,3 км/год | 20 діб, 3250 морських миль (6020 км) при швидкості 17 км/год, в підводному положенні — 55 м.миль (102 км) при швидкості 8,3 км/год |
| Екіпаж                     | 29 осіб (4 офіцери) | 29 осіб (4 офіцери) |
| Розміри                    | | |
| Довжина найбільша (по КВЛ) | 57,88 м | 57,88 м |
| Ширина корпусу найб.       | 6 м | 6 м |
| Середня осадка (по КВЛ)    | 3,44 м | 3,44 м |
| Водотоннажність надводна   | 516 (569) т | 516 (569) т |
| Озброєння                  | | |
| Артилерія                  | 1х 4" (105-мм) палубна гармата | 1х 4" (105-мм) палубна гармата |
| Торпедно- мінне озброєння  | 2 носових і 2 кормових ТА калібру 18" (450-мм). 6 торпед                                                                           | 2 носових і 2 кормових ТА калібру 18" (450-мм). 6 торпед                                                                           |
| Зображення на Вікісховищі  | | |

U 13 (як тип підводних човнів Німеччини) — 3 однотипні німецькі підводні човни ВМФ Німецької імперії. Замовлені 23 лютого 1909 року, передані флоту в 1912 році.
У часи Першої світової війни були в числі 329 підводних човнів німецької імперії, котрі брали участь у бойових діях. Човен типу SM U-14 потопив 2 кораблів супротивників, загальним тоннажем 3900 тонн. У час війни всі човни цього типу були втрачені, екіпажі двох із них загинули.
Цей тип підводних човнів був продовженням вдосконалення човна типу U 9. Відрізнявся більшим тоннажем (за умови збереження попередніх розмірів), потужнішою енергетичною установкою більшою підводною швидкістю, потужною 105-мм палубною гарматою.

## Представники
| Назва   | Завод                    | Закладений | Спущений на воду | Переданий флоту | Виведений з флоту |
| ------- | ------------------------ | ---------- | ---------------- | --------------- | --- |
| SM U-13 | Kaiserliche Werft Danzig |            | 16.2.1910        | 25.04.1912      | 12.08.1914, потоплений морською міною або втрачений внаслідок аварії, весь екіпаж загинув, 25 осіб.                                                              |
| SM U-14 | Kaiserliche Werft Danzig |            | 11.07.1911       | 24.04.1912      | 5.06.1915, потоплений обстрілом корабельної артилерії в точці 57°16′ пн. ш. 1°16′ сх. д. / 57.267° пн. ш. 1.267° сх. д.. Одна людина загинула 27 були врятовані. |
| SM U-15 | Kaiserliche Werft Danzig |            | 18.09.1911       | 7.07.1912       | 9.08.1914 протаранив військовий корабель і затонув в точці 58°22′ пн. ш. 0°58′ сх. д. / 58.367° пн. ш. 0.967° сх. д.. Загинуло 23 члени екіпажу.                 |